# サンブル (小惑星)
サンブル (4016 Sambre) は小惑星帯に位置する小惑星。ベルギーの天文学者アンリ・ドゥブオーニュとエドガー・ネット (Edgar Rangel Netto) が、ヨーロッパ南天天文台で発見した。

## 名称
フランス・ベルギーを流れるサンブル川から命名された。
サンブル川はフランス北部に源を発し、ベルギー南部のナミュールでムーズ川（マース川）に合流している。紀元前59年、この川のほとりで、ユリウス・カエサル率いるローマ軍と、ベルガエ人の将軍ボドゥオグナトゥス率いるガリア軍によるサビス川の戦いが行われた。
ドゥブオーニュは本天体と同時に (3016) ムーズの命名も行った。また、ボドゥオグナトゥスに因んだ (3458) ボドゥオグナトも命名している。